# Kamenný Most (okres Nové Zámky)
Kamenný Most (Hongaars:Kőhídgyarmat) is een Slowaakse gemeente in de regio Nitra, en maakt deel uit van het district Nové Zámky.
Kamenný Most telt 1044 inwoners.